# Mervyn Wingfield (8e vicomte Powerscourt)
Mervyn Richard Wingfield, 8e vicomte Powerscourt (16 juillet 1880 - 21 mars 1947) est un pair irlandais.

## Biographie
Wingfield est né à Mervyn Wingfield (7e vicomte Powerscourt), à qui il succède en tant que vicomte Powerscourt en 1904.
Il est nommé dans les Irish Guards en février 1901 et promu lieutenant le 3 juillet 1901. Les Irish Guards ont été créés en 1900 et Wingfield est choisi pour porter les couleurs lors de la première présentation des couleurs au régiment le 30 mai 1902, après quoi il est nommé membre de l'Ordre royal de Victoria (MVO). Il est nommé Lord Lieutenant de Wicklow le 15 février 1910 et créé Chevalier de l'Ordre de Saint-Patrick le 18 avril 1916.
Lord Powerscourt est décédé le 21 mars 1947.

## Famille
En 1903, il épouse Sybil Pleydell-Bouverie: ils ont trois enfants, dont Mervyn Patrick Wingfield (9e vicomte Powerscourt) (en). Lady Powerscourt est commissaire en chef adjointe des guides pour l'Irlande.
Il est l'arrière-grand-père de Sarah, duchesse d'York par sa mère Susan Barrantes, petite-fille de Powerscourt.